# 上田鉄弘
上田 鉄弘（うえだ てつひろ、1939年11月25日 - ）は福岡県出身のプロゴルファー。

## 来歴
藤井義将の指導を受け、1961年にプロ入り。
1967年の西日本オープンでは予選ラウンドを首位で折り返すが、最終日12番ホールでアマチュアの中部銀次郎に追いつかれる。14番ホールでは中部がバーディをもぎとり、逆に上田はボギーで逆転を許し、最終的には藤井と並んでの6位タイに終わる。
1967年にはブリヂストントーナメントで優勝し、1968年の西日本サーキットBSシリーズでは内田繁・中村寅吉・豊田明夫と並んでの5位タイに入り、同年の日本プロでは初日を井岡誠と共に首位と1打差2位タイに着ける好スタートを切った。
1968年の西日本オープンではコースレコード66をマークし、1973年の第1回KBCオーガスタで青木功・石井裕士が64をマークするまで破られなかった。
1969年の西日本オープンでは細石憲二の2位に入り、1971年の同大会では尾崎将司を抑えて優勝するなど、九州を代表するトッププロとして活躍。
九州オープンでは鈴木規夫と秋富由利夫に阻まれて優勝に手が届かなかったが、1972年と1977年は2位 、1974年は3位、1978年は4位、1979年と1984年は5位 、1976年と1980年は6位 に入った。
1975年の沖縄クラシックでは2日目に好コンディションでアンダーパーが続出した中、前日11位から68でまとめ、通算4アンダーの140で首位に立った。
1977年の阿蘇ナショナルパークオープンでは2日目に横島由一と並んでの9位タイに浮上し、最終日には尾崎将と並んでの4位タイに入った。
1978年の阿蘇ナショナルパークオープンでは初日の3番でホールインワンを達成。
1982年の関西プロでは初日を吉村金八・山本洋一・鈴村久・寺本一郎・金本章生・上野忠美・松井利樹・中川敏明と並んでの10位タイでスタートし、2日目には重信秀人・上野・出口栄太郎に次ぐ4位に浮上すると、3日目には甲斐俊光と並んでの8位タイに着けた。
1983年のペプシ宇部トーナメントでは好コンディションで58人がアンダーパーというバーディラッシュの初日にパットが冴えてデビッド・イシイ（アメリカ）と並んで首位タイに立ち、2日目には石井秀夫と並んでの2位タイ、3日目には牧野裕・石井と並んでの3位タイとし、最終日には4位に入った。
1983年からは九州を代表して関西プロゴルフ協会理事に選出され、1989年以降は日本プロゴルフ協会理事として関東・関西プロゴルフ協会統一（1993年）に尽力する。ゴルフ場監修や経営にも参加し、プロゴルファーの職域拡大、地位向上に寄与。
1989年の九州オープンを最後にレギュラーツアーから引退し、同年からはシニア入り。シニアデビュー戦の関西プロシニアに優勝し、賞金ランキング7位に入った。
1990年の日本プロシニアでは金井清一・内田袈裟彦に次ぐと同時にビル・ダンク（オーストラリア）と並んでの3位タイに入り、1992年は関西プロシニアで寺嶋拓夫と並んでの10位タイ、BMWクラシックin北海道サム・スニードカップでは天野勝・石井裕士・許渓山（中華民国）・鈴村照男と並んでの4位タイ、KTVプロシニアではエリュテリオ・ニバル（フィリピン）、謝敏男（中華民国）と並んでの2位タイ、とうきゅうシニアカップでは小川清二・鈴村と並んでの2位タイに入った。
1993年は第一生命カップでニバルと並んでの6位タイ、近鉄ホームシニアでは今井昌雪・謝敏と並んでの5位タイに入った。
1994年はミズノシニアクラシックを3日間全て60台をマークし、石井・寺本一郎・新井規矩雄・内田袈・鈴村・内田・金井・菊地勝司・橘田光弘・木本挙国を抑えて優勝し、旭国際ヴィンテージでは小川・許・橘田・ダンク・寺本と並んでの7位タイ
に入る。
1999年は関西プログランドシニア2位、日本プログランドシニアトーナメントでは内田の2位タイ、日本プログランドシニアでは鈴村久・佐藤精一に次ぐ3位タイに入った。
2002年にはアサヒ緑健TVQシニアで井上久雄・須貝昇とのプレーオフの末に2位タイに入り、2003年のPGAフィランスロピービッグライザックシニアを最後にシニアツアーから引退。
後輩プロの指導や地域のアマチュアの育成に取り組むと同時にゴルフの普及、振興にも努め、2004年には日本プロスポーツ大賞功労賞を受賞。

## 主な優勝
レギュラー
- 1967年 - ブリヂストントーナメント
- 1971年 - 西日本オープン

シニア
- 1989年 - 関西プロシニア
- 1994年 - ミズノシニアクラシック